# Lloyd Pandi
Lloyd Kanda Pandi (Ottawa, 10 dicembre 1999) è un cestista canadese.

## Carriera

### Nazionale
Nel 2022 ha partecipato, con la nazionale canadese, ai Campionati americani, conclusi al quarto posto finale.